# 스타카토

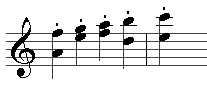
스타카토

스타카토(이탈리아어: staccato)란 해당 음의 길이를 줄여 짧게 연주하라는 악상 기호이다. 영어로 'detached'란 의미를 갖고 있으며, 스타카토를 사용함으로써 단조로운 선율에 변화를 주거나 특정 부분에 강조를 줄 수 있다. 그 효과를 더하기 위해 악센트와 병용하기도 하는데, '음표-스타카토-악센트'의 순서로 적는다.
원래 '스타카토'는 '스타카티시모', '스타카토', '메조스타카토'의 3단계로 나뉘어 있다.

## 스타카티시모
스타카티시모(staccatissimo)는 원래 음 길이의 1/4길이(매우 짧게)로 연주하라는 뜻이다. 기호는 '▼'이다.

## 스타카토
스타카토(staccato)는 원래 음 길이의 1/2길이로 연주하라는 뜻이다. 기호는 '·'이다. 혹은 'stacc'로 약기하기도 한다.

## 메조 스타카토
메조 스타카토(mezzo staccato)는 하프 스타카토(half staccato)라고도 하며 원래 음 길이의 3/4길이로 연주하라는 뜻이다.
기호는 테누토를 나타내는 기호 '─'와 스타카토 기호 '·'를 병용한 형태로,'음표-스타카토 기호-테누토 기호'순으로 적는다.

## 같이 보기
- 글리산도
- 레가토
- 마르카토
- 포르타토
- 이음줄